# Custer City
Custer City is een plaats (town) in de Amerikaanse staat Oklahoma, en valt bestuurlijk gezien onder Custer County.

## Demografie
Bij de volkstelling in 2000 werd het aantal inwoners vastgesteld op 393.
In 2006 is het aantal inwoners door het United States Census Bureau geschat op 383, een daling van 10 (-2,5%).

## Geografie
Volgens het United States Census Bureau beslaat de plaats een oppervlakte van
1,6 km², geheel bestaande uit land. Custer City ligt op ongeveer 540 m boven zeeniveau.

## Plaatsen in de nabije omgeving
De onderstaande figuur toont nabijgelegen plaatsen in een straal van 24 km rond Custer City.